# 蒂瓦納
蒂瓦納（西班牙語：Tibaná）是哥倫比亞的城鎮，位於該國東北部，由博亞卡省負責管轄，距離首府通哈38公里，始建於1537年10月12日
，面積122平方公里，海拔高度1,991米，2005年人口9,464。